# The Shadow of Hate
The Shadow of Hate ist ein US-amerikanischer Dokumentar-Kurzfilm von Regisseur Charles Guggenheim aus dem Jahr 1995. Der überwiegend  schwarz-weiß gehaltene Film beleuchtet die Geschichte US-amerikanischen Rassismus von den Anfängen bis zur Gegenwart. Der Film war bei der Oscarverleihung 1996 für einen Oscar als bester Dokumentar-Kurzfilm nominiert.

## Handlung
Ausgehend von einer Demonstration des Ku-Klux-Klans führt Sprecher Julian Bond durch eine Geschichte des Rassismus der Vereinigten Staaten beginnend mit der Sklavenhaltung in den Kolonien. Gezeigt werden unter anderem Archivbilder von der American Know-Nothing Party, der Vertreibung der Indianer sowie der Ausbeutung chinesischer Arbeiter zum Eisenbahnbau. Die Bilder werden begleitet von vorgelesenen Zitaten aus Fachliteratur und Erlebnisberichten.
Im 20. Jahrhundert wird der Rassismus zunächst durch bewegte Bilder sowie Fotografien belegt, die die Internierung japanischstämmiger Amerikaner während des Pazifikkriegs zeigen. Gezeigt wird auch das Einzelschicksal von Felix Z. Longoria Jr., einem Mexikaner, der freiwillig nach den Angriffen auf Pearl Harbor diente, getötet wurde und dem ein ordentliches Begräbnis zunächst verweigert wurde.
Anschließend berichtet James Cameron wie er dem versuchten Lynchmord durch einen aufgebrachten Mob entkam, während seine Freunde Thomas Shipp und Abram Smith erhängt wurden. Es folgt eine Beschreibung des Falles um Leo Frank, der der Lynchjustiz zum Opfer fiel, als eine minderjährige Fabrikarbeiterin in seiner Fabrik ermordet wurde. Es folgt eine Darstellung wie Theodore G. Bilbo durch seine rassistische Politik Karriere macht, unterlegt von O-Tönen von ihm. Auch der Rassismus und Antisemitismus von Henry Ford wird thematisiert.
Die aktuelle Situation wird mit einer Gegenüberstellung von KKK-Führer David Duke und dem Antisemitismus des Nation-of-Islam-Aktivisten Louis Farrakhan dargestellt. Der Film endet mit Zitaten von Abraham Lincoln und Bill Clinton, die zu Toleranz aufrufen.

## Hintergrund
The Shadow of Hate war ein Projekt des Southern Poverty Law Centers und wurde durch Charles Guggenheim unter Verwendung von historischen Bildern, Filmmaterial und möglichst zeitnahen Audioaufnahmen realisiert.
Der Film wurde bei der Oscarverleihung 1996 für einen Oscar als „Bester Dokumentar-Kurzfilm“ nominiert, verlor aber gegen One Survivor Remembers.